# Сааб, Тарек Уильям
Тарек Уильям Сааб Халаби (араб. طارق وليم صعب حلبي‎; исп. Tarek William Saab Halabi; Эль Тигре, штат Ансоатеги, 10 сентября 1962 года) — венесуэльский юрист, политик и поэт. Он был студенческим лидером, главой отдела по правам человека муниципального совета Каракаса с 1993 по 1998 год, конгрессменом от Федерального округа с 1998 по 1999 год, членом Национальной учредительной ассамблеи в 1999 году, депутатом Национальной ассамблеи от штата Ансоатеги с 2000 по 2004 год, губернатор того же штата с 2004 по 2012 год, председатель Управления омбудсмена, назначенный Национальным собранием в 2014 году, а в 2017 году он был назначен Генеральным прокурором Республики Национальным учредительным собранием.
Он попал под санкции правительств Колумбии, США, Канады, Швейцарии и стран, входящих в Евросоюз, за подрыв демократии в Венесуэле.

## студенческая деятельность
Он родился в семье ливанских купцов. Тарек Вильям Сааб показал свое призвание быть писателем, начав публиковать стихи и статьи в местной прессе с пятнадцатилетнего возраста в газете «Анторча» в городе Эль-Тигре. Он был избран президентом Студенческого центра Liceo Briceño Méndez de El Tigre в период с 1978 по 1980 год и президентом Студенческой федерации южной зоны штата Ансоатеги в период с 1979 по 1980 .
Переезд в Мериду, где в период с 1981 по 1982 год он председательствовал в комитете выпускников средних школ без квоты в Андском университете, он отказался продолжать изучение письма в университете (где он был частью студенческого движения) выбрать для изучения права в Университете Санта-Мария- де- Каракас.
Тарек имеет ученую степень в области уголовного права и изучает права человека в Центральном университете Венесуэлы (UCV), также в Каракасе.

## политическая карьера
В начале 1990-х Тарек был назначен главой отдела по правам человека муниципального совета Каракаса. В казармах Сан-Карлос он встречает подполковника переворота 1992 года Уго Чавеса, которого он защищает с группой юристов, сумев ходатайствовать перед президентом Рафаэлем Кальдерой, чтобы добиться его помилования в 1994.

### парламентский
После освобождения Чавеса Тарек начал сотрудничать с Боливарианским революционным движением-200 (MBR-200), непосредственным предшественником Movimiento V República (MVR), активно поддерживая кандидатуру Чавеса на пост президента в декабре 1998 года, сумев быть избранным. этой политической организации, он был депутатом Национального конгресса на выборах того же года, занимая должность председателя комиссии по культуре Палаты депутатов. В июле того же года он был избран членом Национальной учредительной ассамблеи для разработки новой конституции 1999 года, в которой он возглавил Комиссию по правам человека.
В 2000 году Тарек был избран депутатом недавно созданного Национального собрания на всеобщих выборах и возглавил Комиссию по внешней политике. В том же году он посетил десять стран-членов ОПЕК, входя в состав официального окружения президента Венесуэлы.
В 2002 году венесуэльские правозащитные организации высказались за его задержание во время переворота 11 апреля. Спустя несколько месяцев Сааб вместе с депутатом от Acción Democrática Эдгаром Самбрано возглавляет комиссию Национального собрания, которая расследовала события, произошедшие во время государственного переворота, и завершилась идентификацией причастных к этому солдат.
В октябре Соединённые Штаты аннулировали въездную визу, которую он имел с 2000 года, в результате предполагаемых связей с международными террористическими организациями и венесуэльскими анархистскими группами в течение последних двух лет. Тарек Уильям Сааб отверг обвинения.

### Губернатор Ансоатеги
В 2004 году Тарек оставил свой пост депутата, чтобы баллотироваться на региональных выборах губернатора своего родного штата Эстадо Ансоатеги от МВР. На выборах 31 октября он получил 187 209 голосов (57 % от общего числа), победив оппозицию Антонио Баррето, сменив Давида Де Лиму и став пятым губернатором Ансоатеги.
В июне 2007 года он успешно столкнулся с процессом сбора подписей, чтобы активировать референдум об отзыве против него во главе с бывшим министром Луисом Альфонсо Давилой.
В июне 2008 года Тарек выиграл внутренние выборы своей партии, чтобы стремиться к переизбранию губернатора Ансоатеги на следующих региональных выборах . На этих выборах, состоявшихся 23 ноября и на которых он столкнулся с оппонентами Густаво Маркано и Бенджамином Рассео, Сааб получил 311 344 голоса (55 % от общего числа) и был переизбран.

### Омбудсмен
Его руководство делало упор на академическое развитие сотрудников омбудсмена.
На этой должности Тарек Сааб был связующим звеном перед судебной властью через Палату по уголовным делам Верховного суда (TSJ) по запросу о свободе с гуманитарными мерами для лишенных свободы граждан, которые были больны. Точно так же ему удалось освободить политиков Йона Гойкоэчеа, Рауля Бадуэля и Вильмера Асуахе, четырнадцати полицейских из муниципалитета Чакао, а также перевести на домашний арест лидера оппозиции Леопольдо Лопеса.
В конце 2016 года Сааб был назначен президентом Республиканского морального совета, руководящего органа, состоящего из омбудсмена, генерального прокурора республики и генерального контролера республики. В 2017 году он утвержден в той же должности.
В 2017 году он побывал с официальным визитом в Ливане и встретился с президентом этой страны Мишелем Ауном и спикером парламента Набихом Берри.
С этой должности он способствовал разработке Закона, запрещающего корриду в стране.

### генеральный прокурор
В 2017 году Верховный суд (TSJ) опубликовал приговор 156, в котором он присвоил себе и президенту Венесуэлы конституционные полномочия Национальной ассамблеи, пока он «остается в неуважении», которое TSJ считал существующим, акт, который был отвергнут значительной частью венесуэльского общества, Организацией американских государств (ОАГ) и несколькими странами. 31 марта 2017 года Луиза Ортега Диас, которая в то время была генеральным прокурором Венесуэлы, в официальном акте в штаб-квартире государственного министерства осудила страну в том, что приговоры представляют собой нарушение конституционного строя.
Позже, 1 мая того же года, Николас Мадуро посредством неоднозначного толкования статей 347, 348 и 349 Конституции Боливарианской Республики Венесуэла объявил о созыве Национального учредительного собрания (АНС), которое было внесено в каталог значительная часть венесуэльского народа, американские и европейские президенты, а также международные организации, такие как нелегитимное и незаконное Учредительное собрание. После того, как призыв был объявлен, Ортега Диас раскритиковал, что Николас Мадуро, а не венесуэльский народ, созвал указанное Учредительное собрание, как это установлено Конституцией. 7 июня TSJ решил, что Мадуро может продолжить призыв к Учредительному собранию, поскольку он действовал от имени венесуэльского народа. В ответ генеральный прокурор подал различные апелляции в TSJ, чтобы остановить АНК, в том числе бросил вызов 33 магистратам, которые были незаконно назначены AN в конце 2015 года. ТСЖ отклонил все жалобы прокурора без объяснений по существу. Сааб сказал, что Ортега Диас никогда не возражал против этого назначения ни в письменной, ни в устной форме.
Для чавистского сектора Венесуэлы Луиза Ортега Диас, которая всегда была верным союзником правящей партии, теперь стала предательницей. Педро Карреньо, депутат от правящей коалиции Большой патриотический полюс Симона Боливара (GPP), публично обвинил Ортегу Диаса в том, что он страдает психическим расстройством, и вскоре после этого подал иск в TSJ, требуя проведения предварительного судебного разбирательства по существу против прокурора за совершение предполагаемых серьёзных преступлений. преступления.
5 августа 2017 года TSJ, узурпировав полномочия AN, отстранил Луизу Ортегу Диас от должности, а также лишил её права занимать государственные должности, заморозил её активы и запретил ей покидать страну. В первый день сессии Национальное учредительное собрание получило решение TSJ об отстранении от должности Луизы Ортеги Диас . Учредительный Диосдадо Кабельо предложил сместить Ортегу Диаса и назначить Тарека Уильяма Сааба, который тогда был омбудсменом, «временным» генеральным прокурором. В тот же день новым главой общественного министерства был назначен Уильям Сааб.
УВКПЧ также отметило, что в августе 2017 года генеральный прокурор уволил нескольких сотрудников Управления по защите основных прав государственного министерства, в функции которых входит расследование нарушений прав человека, совершенных силами безопасности. В результате вышеизложенного прокуратура лишилась возможности проводить независимые судебно-медицинские экспертизы по делам о нарушениях прав человека, совершенных сотрудниками органов государственной безопасности.
14 июня 2018 года АНК назначил Уильяма Сааба президентом Комиссии по установлению истины, учитывая назначение избирателя Дельси Родригес вице-президентом Венесуэлы.
22 июня 2018 года Управление Верховного комиссара Организации Объединённых Наций по правам человека (УВКПЧ) опубликовало доклад под названием "Нарушения прав человека в Боливарианской Республике Венесуэла: нисходящая спираль, которой, кажется, нет конца ", в которой он указал, что с тех пор, как Уильям Сааб был назначен генеральным прокурором в августе 2017 года, количество расследований против сил безопасности за совершение преступлений против человечности уменьшилось. В отчете УВКПЧ отмечено, что новая внутренняя политика Государственного министерства под управлением Уильяма Сааба заключалась в том, что любое расследование, связанное с агентом службы безопасности, должно было быть лично одобрено Генеральным прокурором, что отрицательно сказалось на независимости прокуроры.

## санкции
Тарек попал под санкции нескольких стран, и ему запрещен въезд в соседнюю Колумбию. Колумбийское правительство держит вас в списке лиц, которым запрещен въезд в Колумбию или которые подлежат высылке; В январе 2019 года в списке было 200 человек, имеющих «близкие отношения с режимом Николаса Мадуро и поддерживающих его».
В июле 2017 года Соединенные Штаты наложили санкции на тринадцать высокопоставленных правительственных чиновников Венесуэлы, включая Сааба, связанных с выборами в Учредительное собрание Венесуэлы в 2017 году за их роль в «подрыве демократии и прав человека».
Канада ввела санкции в отношении 40 венесуэльских чиновников, включая Сааба, в сентябре 2017 г. Санкции были введены за поведение, которое «подорвало демократию» после того, как по меньшей мере 125 человек были убиты в ходе протестов в Венесуэле в 2017 году, и «в ответ на дальнейшее скатывание венесуэльского правительства к диктатуре». Канадцам запретили совершать сделки с 40 людьми, чьи активы в Канаде были заморожены.
18 января 2018 года Европейский союз ввел санкции против семи венесуэльских чиновников, включая Сааба, и указал на их ответственность за ухудшение демократии в стране. Попавшим под санкции лицам был запрещен въезд в страны Европейского Союза, а их активы были заморожены.

## литературная карьера
Он начал писать стихи в возрасте четырнадцати лет, когда учился в средней школе Брисеньо Мендес в Эль-Тигре, Ансоатеги, и публиковал стихи в городской газете Antorcha . В 80-х его стихи попали на страницы литературной газеты El Nacional. Влияние американских поэтов из поколения битников, таких как Джек Керуак, Аллен Гинзберг и движение контркультуры хиппи, повлияло на раннюю поэзию Тарека Уильяма Сааба, а также на чтения немецкого романиста Германа Гессе. Он отредактировал одиннадцать книг.
В 1993 году он был выбран жюри для представления Венесуэлы на «Форуме литературы и приверженности», проходившем в Моллине/Малага (Испания).
Его книга «Los Niños del Infortunio» была написана после того, как президент Кубы Фидель Кастро пригласил его во время интервью, которое он дал в 2005 году в Гаване, посетить кубинскую медицинскую миссию в Пакистане . В следующем году он был представлен на книжной ярмарке в кубинской столице в присутствии Кастро и Уго Чавеса. Чавес прозвал его Поэтом революции.

### опубликованные книги
- Реки гнева (Каракас, 1987).
- Топор святых (Каракас, 1992).
- Князь дождя и траура (Каракас, 1992).
- Аль-Фатах (Мексика, 1994 г.).
- Ангел Падший ангел (Каракас, 1998).
- Небо приспущено (Аргентина, 2001. Венесуэла, 2003 год. Куба, 2003 г.).
- Когда проезжают телеги (Каракас, 2004).
- Избранные стихи (Колумбия, 2005 г.)
- Дети несчастья (Куба, 2006. Китай, 2007).
- Воспоминания Гулана Рубани (Каракас, 2007).
- Бореальный пейзаж (Валенсия, 2008. Каракас, 2009 г.).
- Костер вечной юности (Каракас, 2022 г.)[41][42]